# Sanyo
Sanyo este o companie producătoare de produse electronice și electrice din Japonia.
Este cel mai mare producător mondial de baterii reîncărcabile.
În decembrie 2009, compania japoneză Panasonic a achiziționat 50,19% din acțiunile companiei Sanyo, pentru suma de 4,6 miliarde dolari.